# المسيحية في مالاوي

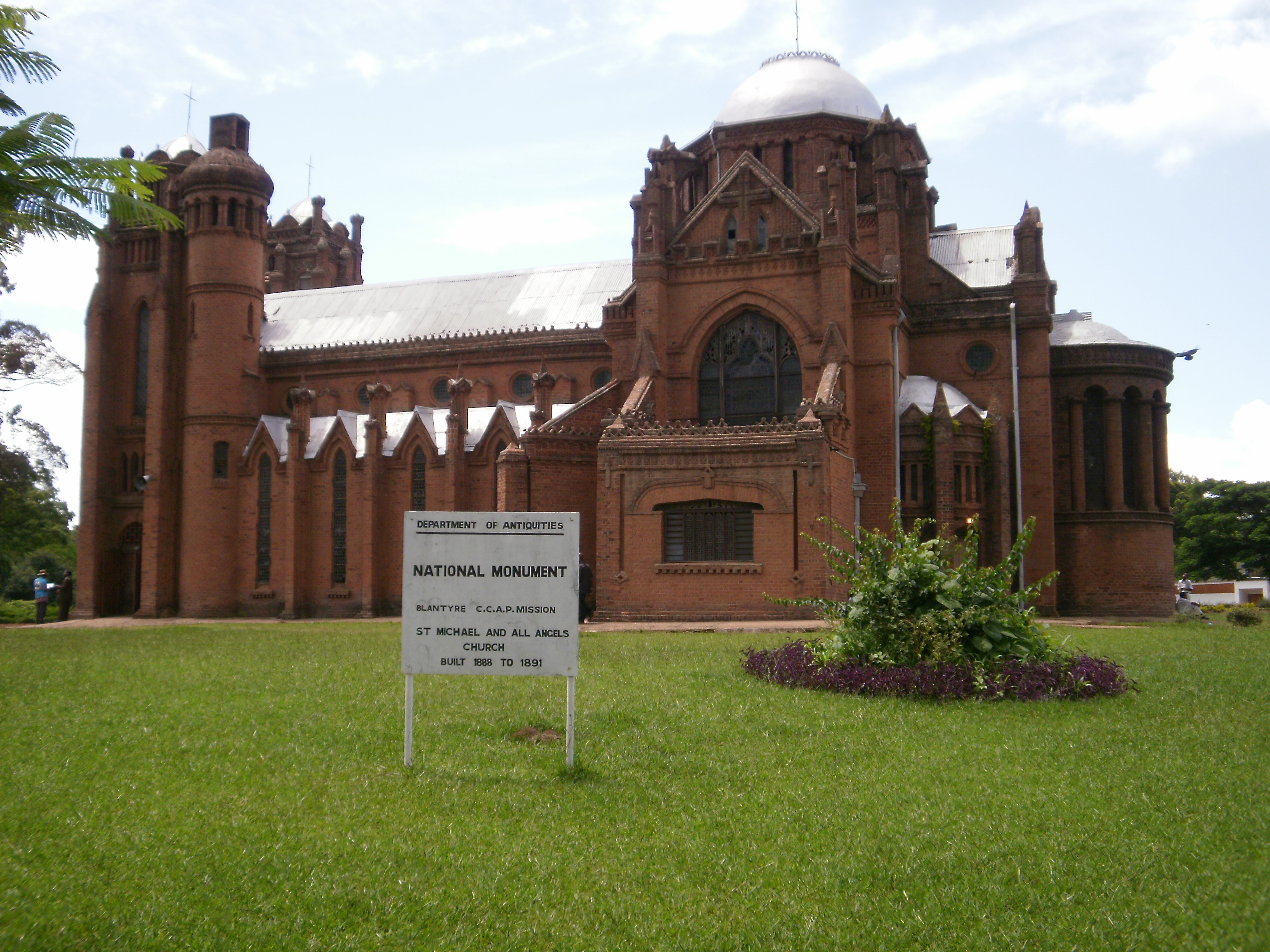
كنيسة الملاك ميخائيل في بلانتيري.

المسيحية في مالاوي هي الديانة السائدة والمهيمنة، وفقًا لأحصائية أجريت عام 2016 حوالي 87% من سكان مالاوي البالغ عددهم 11 مليون شخص هم من المسيحيين، وأكثر من نصف السكان هم من البروتستانت وحوالي 20% هم من الرومان الكاثوليك. وتتصدر الكنيسة المشيخية كواحدة من أكبر الجماعات المسيحية في البلاد، وتتبعها بإعداد أقل كل من الكنيسة الأنجليكانية، والمعمدانية، والإنجيلية، والأدفنتست وشهود يهوه والكنائس الأفريقية المستقلة.
ينص دستور مالاوي الصادر عام 1994 على إبقاء كثير من مقاعد مجلس الشيوخ لما يعتبره الدستور المعتقدات الدينية الكبيرة، ولا تعترف الدولة سوى بالمسيحيَّة والإسلام كأديانٍ كبيرة. وهو ما يعني أن مالاوي تمنع دستورياً معتنقي الأديان الأخرى مثل الهندوسية من الحصول على حق التمثيل السياسي في مجلس الشيوخ.

## تاريخ

### العصور المبكرة

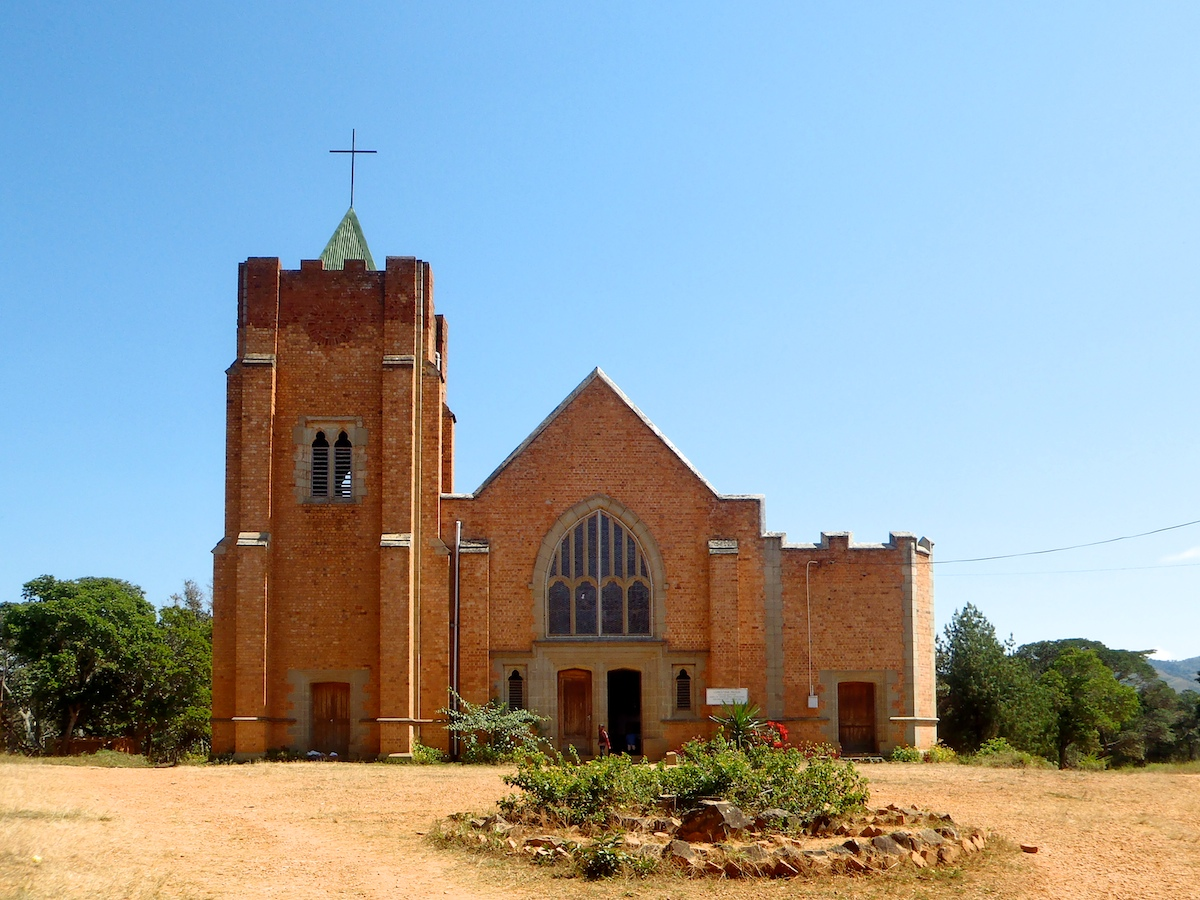
كنيسة إرساليَّة ليفنجستونيا.

وصل ديفيد ليفينغستون في عام 1859 إلى بحيرة وأطلق عليها اسم بحيرة نياسا، وهي ما تُعرف الآن باسم بحيرة ملاوي. وقد أدى ذلك إلى اجتماع كبير في مجلس الشيوخ في كامبريدج في 4 ديسمبر من عام 1857، والذي أدّى إلى تأسيس بعثة الجامعات إلى إفريقيا الوسطى. ووصلت البعثة الإستكشافية الأولى لبعثة الجامعات إلى أفريقيا الوسطى إلى أراضي ملاوي في عام 1861. وقد ضمت البعثة عدد من المبشرين مثل الأسقف إدوارد ستير، ووليام توزر، وتشارلز ألان سميثيس، وشاونسي مابلز والذين غرقوا في بحيرة نياسا. في حين بقي بيرسيفال جونسون وخريج جامعة أكسفورد حياً، وبقي في مالاوي لمدة 40 عامًا وقام بترجمة الكتاب المقدس إلى لغة الشيشيوا. وفي عام 1875 أقامت كنيسة اسكتلندا المشيخية مركزاً في شمال ملاوي ومقرها في ليفنجستونيا، كما وأنشأت كنيسة اسكتلندا في عام 1876 بعثة في بلانتير. وأنشأت الكنيسة المصلحة الهولندية قاعدة لها في نيكهوما ثم توسعت إلى أجزاء أخرى من وسط مالاوي وإلى موزامبيق وزامبيا وزيمبابوي. في حين بدأ تاريخ الكنيسة الرومانية الكاثوليكية في ملاوي مع وصول الآباء البيض الفرنسيين عام 1899، وبحلول عام 1904 أقام الآباء البيض ثلاث محطات للبعثات التبشيرية في كاشبيري وليكوني وموا. وكان معظم الآباء البيض من الفرنسيين، ومن بين القادة الأوائل للكنيسة كان الأساقف لويس أينو وجوزيف دوبون وماتورين غيليم.

### الاستقلال والوضع الحالي

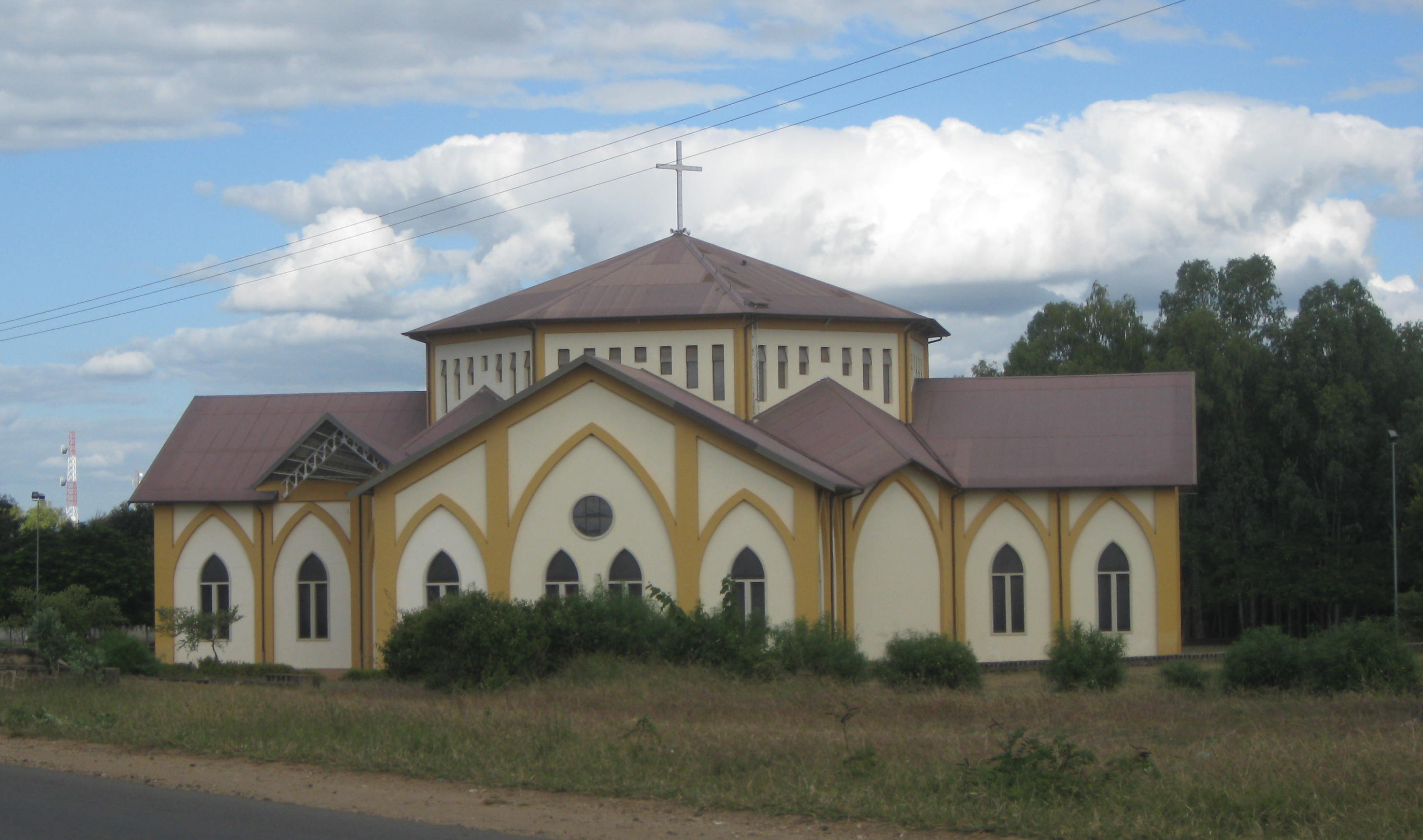
كنيسة بروتستانتية في ليمبي.

كان الرئيس الأول لملاوي، هاستينغز باندا من أتباع الكنيسة المشيخية، وقام بتفضيل المسيحية خلال فترة حكمه الطويلة. وتحت حكم هاستينغز باندا، ازدهرت العديد من الكنائس المستقلة المنفصلة، بما في ذلك حركة شهود يهوه والكينيو كوانا الانفصالية. في عام 1993 أصدر سينودس الكنيسة المشيخية بياناً اعترف فيه بعلاقات وثيقة تاريخياً مع حزب المؤتمر الملاوي بحيث «فقدت الكنيسة تدريجياً قدرتها على توجيه اللوم أو التحدث بشكل رعوي إلى الحكومة»، وأشارت إلى «أنها لم ترغب في ارتكاب نفس الخطأ في هذا الوقت من أجل ضمان احتفاظ الكنيسة بصوتها النبوي خلال السنوات القادمة من تاريخ بلادنا». ودخلت اللجنة الاستشارية لرابطة المحاسبين القانونيين المعتمدين التابعة للكنيسة المشيحية في نزاع عام مع نائب الرئيس الثاني لمالاوي تشاكوفوا تشيهانا في عام 2004 بعد أن أخبر تشيهانا الكنيسة ألا «تتدخل» في السياسة.
تتصدر الكنيسة المشيخية كواحدة من أكبر الجماعات المسيحية في البلاد، حيث يتبع الكنيسة حوالي 18% من السكان أي أكثر من 1.5 مليون شخص. وتتبعها بإعداد أقل كل من الكنيسة الأنجليكانية، والمعمدانية، والإنجيلية، والأدفنتست وشهود يهوه والكنائس الأفريقية المستقلة. وكان لدى كنيسة يسوع المسيح لقديسي الأيام الأخيرة ما يزيد عن 2,000 عضو في البلاد في نهاية عام 2015. وفقًا لدراسة المؤمنون في المسيح من خلفية مسلمة: إحصاء عالمي وهي دراسة أجريت من قبل جامعة سانت ماري الأمريكيّة في تكساس سنة 2015 وجدت أنَّ حوالي 5,000 مُسلم في ملاوي تحول إلى المسيحية على المذهب الإنجيلي.